# Nadškofija Québec
Nadškofija Québec je rimskokatoliška nadškofija s sedežem v Québecu (Kanada).

## Geografija
Nadškofija zajame področje 35.180 km² s 1.149.301 prebivalci, od katerih je 1.076.180 rimokatoličanov (93.6 % vsega prebivalstva).
Nadškofija se nadalje deli na 227 župnij.

## Nadškofje
- Joseph-Octave Plessis (12. januar 1819-4. december 1825)
- Bernard-Claude Panet (4. december 1825-14. februar 1833)
- Joseph Signay (14. februar 1833-3. oktober 1850)
- Pierre-Flavien Turgeon (3. oktober 1850-25. avgust 1867)
- Charles-François Baillargeon (12. april 1855-13. oktober 1870)
- Elzéar-Alexandre Taschereau (24. december 1870-12. april 1898)
- Louis Nazaire Bégin (12. april 1898-18. julij 1925)
- Paul-Eugène Roy (18. julij 1925-20. februar 1926)
- Felix-Raymond-Marie Rouleau (9. julij 1926-31. maj 1931)
- Jean-Marie-Rodrigue Villeneuve (11. december 1931-17. januar 1947)
- Maurice Roy (2. junij 1947-20. marec 1981)
- Louis-Albert Vachon (20. marec 1981-17. marec 1990)
- Maurice Couture (17. marec 1990-15. november 2002)
- Marc Ouellet (15. november 2002-danes)